# 4e flotte (Marine impériale japonaise)
 (avril 2023).
Si vous disposez d'ouvrages ou d'articles de référence ou si vous connaissez des sites web de qualité traitant du thème abordé ici, merci de compléter l'article en donnant les références utiles à sa vérifiabilité et en les liant à la section « Notes et références ».
Pour les articles homonymes, voir 4e flotte.
La 4e flotte (第四艦隊, Dai-yon Kantai) était une flotte de la Marine impériale japonaise active de 1905 à 1944 et dissoute en 1945.

## Historique

### Guerre russo-japonaise
Elle est créée le 14 juin 1905 par le quartier général impérial après la bataille de Tsushima pendant la Guerre russo-japonaise, pour soutenir et couvrir le débarquement des forces japonaises à Sakhaline. La flotte est ensuite envoyé aux États-Unis avec la délégation du japon pour négocier le Traité de Portsmouth. À la fin de la guerre, la flotte est dissoute le 20 décembre 1905.

### Incident de 1935
Participant à des manœuvres de guerre durant l'année 1935, la quatrième flotte fit face à un mauvais temps. Le 26 septembre, la tempête passa au statut de typhon. La coque des destroyers Hatsuyuki et les Yugiri furent arrachés la houle tandis que celles des Myoko, Mogami, Taigei furent gravement endommagés. Les porte-avions légers Hōshō et Ryujo, le mouilleur de mines Itsukushima et la quasi-totalité des destroyers de la flotte furent légèrement endommagés. Cinquante-quatre membres d'équipage décédèrent dans la tempête.

### Seconde guerre sino-japonaise
Le 20 octobre 1937, la 4e flotte est reconstituée pendant la bataille de Shanghai dans le cadre du programme de renforcement d'urgence pour la China Area Fleet (en). La nouvelle flotte basée à Tsingtao patrouille dans le golfe de Bohai et en mer de Chine orientale. Cependant, contrairement à la 5e flotte, la 4e flotte ne prendra part à aucun combat pendant cette période. Le 15 novembre 1939, la 4e flotte est absorbée par la 3e flotte expéditionnaire de Chine de la China Area Fleet. Alors que la plupart des navires rejoindront la flotte combinée lors de la guerre du Pacifique un an plus tard, la plupart du personnel de la 4e flotte restera basé en Chine, affecté à la Base Force de Tsingtao pendant toute la durée de la guerre.

### Guerre du Pacifique
À son absorption dans la China Area Fleet, une nouvelle 4e flotte est créée pour assurer un contrôle administratif des forces navales japonaises dans les territoires insulaires japonais du Pacifique Sud (îles Carolines, îles Marshall, îles Mariannes, Palaos). Cette flotte, sous l'égide de la flotte combinée à partir du 15 novembre 1940, fut nommée Force des mers du Sud. Au moment de l'attaque sur Pearl Harbor, la flotte fut basée à Truk tout en ayant une base secondaire à Kwajalein. Après les premiers succès japonais, des bases supplémentaires furent établies dans le sud des Philippines, à Guam, Wake, aux îles Gilbert, à l'est de la Nouvelle-Guinée, dans l'archipel Bismarck et dans les îles Salomon.
Après la bataille de la mer de corail, la zone couverte par la 4e flotte fut réduite à un "noyau interne" de possessions japonaises, tandis que la nouvelle 8e flotte fut choisie pour affronter les forces américaines avancées dans les îles Salomon et en Nouvelle-Guinée. Cependant, en novembre 1943, la 4e flotte et ses diverses forces de garnison furent en premières lignes lorsque les américains attaquèrent les îles Gilbert.
L'atoll Truk, alors bastion de la 4e flotte, est conquis par les américains au début de 1944, obligeant la force à se repliée sur Palaos puis Saipan en mars 1944. La flotte ne sera inactive qu'après la chute de Saipan en juillet 1944 avant d'être dissoute définitivement à la fin de la guerre.

## Commandants de la4eflotte
| Rang        | Nom                | Date                                |
| ----------- | ------------------ | ----------------------------------- |
| Amiral      | Dewa Shigetō       | 14 juin 1905 – 20 décembre 1905     |
|             | Dissolution        | 20 décembre 1905 – 20 octobre 1937  |
| Amiral      | Soemu Toyoda       | 20 octobre 1937 – 15 novembre 1938  |
| Vice-amiral | Masaharu Hibino    | 15 novembre 1938 – 15 novembre 1939 |
| Vice-amiral | Eikichi Katagiri   | 15 novembre 1939 – 15 novembre 1940 |
| Amiral      | Shirō Takasu       | 15 novembre 1940 – 11 août 1941     |
| Amiral      | Shigeyoshi Inoue   | 11 août 1941 – 26 octobre 1942      |
| Vice-amiral | Tomoshige Samejima | 26 octobre 1942 – 1er avril 1943    |
| Vice-amiral | Masami Kobayashi   | 1er avril 1943 – 19 février 1944    |
| Vice-amiral | Chūichi Hara       | 19 février 1944 – 2 septembre 1945  |

| Rang          | Nom                | Date                                  |
| ------------- | ------------------ | ------------------------------------- |
| Amiral        | Yamaya Tanin       | 14 juin 1905 – 20 décembre 1905       |
|               | Dissolution        | 20 décembre 1905 – 20 octobre 1937    |
| Vice-amiral   | Masami Kobayashi   | 20 octobre 1937 – 1er septembre 1938  |
| Vice-amiral   | Arata Oka          | 1er septembre 1938 – 15 novembre 1939 |
| Vice-amiral   | Fukuji Kishi       | 15 novembre 1939 – 10 octobre 1941    |
| Vice-amiral   | Shikazo Yano       | 10 octobre 1941 – 1er novembre 1942   |
| Contre-amiral | Shunsaku Nabeshima | 1er novembre 1942 – 6 janvier 1944    |
| Contre-amiral | Michio Sumikawa    | 6 janvier 1944 – 30 mars 1944         |
| Vice-amiral   | Kaoru Arima (en)   | 30 mars 1944 – 12 août 1944           |
| Contre-amiral | Michio Sumikawa    | 12 août 1944 – 2 septembre 1945       |